# Odumírání výhonků javorů
Odumírání výhonků javorů je houbová choroba rostlin způsobená houbou Stegonsporium pyriforme z čeledě naplněnkovité Pleomassariaceae řádu  zďovkotvaré  Pleosporales.

## Zeměpisné rozšíření
Evropa, Severní Amerika

## Hostitel
Rod javor.

## Příznaky
Odumírání větví a větví. Ze žlutohnědě zbarveného povrchu borky se uvolňují černé provazce, které se během vlhka slévají a po uschnutí zůstávají na borce viditelné jako polštářky nebo skvrny.

### Možnost záměny
Jiné patogenní houby na borce.

## Význam
Poškození je ohraničené jen na několik centimetrů, jen vzácně jde o zhoubnou chorobu na mladých rostlinách.

## Biologie
Stegonosporium pyriforme je mikromyceta bez pohlavního stádia, která po řezu nebo poranění různého druhu vniká do výhonků a větví dřevin, kde způsobuje odumírání borky. V kůře se tvoří ložiska spór, ve kterých vznikají hnědé, relativně velké spóry.

## Ochrana rostlin
Obecně není nutná. Odstranění napadených částí.